# سلام! چطوری؟
سلام! چطوری؟ (انگلیسی: Hello! How Are You?؛ ‏ رومانیایی: Bună, ce faci?) یک فیلم کمدی رمانتیک رومانیایی است که در سال ۲۰۱۱ منتشر شد. از بازیگران این فیلم می‌توان به گابریل اسپاهیو اشاره کرد.
این فیلم زندگی یک زوج را بازگو می‌کند که زندگی مشترکشان پس از بیست سال، کسالت‌بار و دچار روزمرگی شده‌است.
این فیلم در شاخه‌های بهترین فیلم‌برداری، بهترین تدوین، بهترین موسیقی و بهترین چهره‌پردازی نامزد دریافت جوایز گوپو بود که سرانجام برندهٔ جایزه گودوی بهترین چهره‌پردازی شد.